# Barbe d'Or
Barbe d'Or (Goudbaard) is een Belgisch bier van hoge gisting.
Het bier wordt sinds 2009 gebrouwen in Brouwerij Verhaeghe te Vichte.
Het is een goudblond bier met een alcoholpercentage van 7,5% (16° Plato). Het bier is vernoemd naar een gewezen brouwerij (16de eeuw) uit Luik die toebehoorde aan de voorouders van Marie-Thérèse de Romsée, de echtgenote van brouwer Jacques Verhaeghe (de derde generatie). Op het etiket staat het familiewapen (met de man met gouden baard) van de familie Romsée. Dit bier behoort tot een reeks van drie Barbe-bieren. In 2010 komt Barbe Rouge op de markt en in 2011 Barbe Noire.